# Asyndetus lii
Asyndetus lii är en tvåvingeart som beskrevs av Wang och Yang 2005. Asyndetus lii ingår i släktet Asyndetus och familjen styltflugor. Inga underarter finns listade i Catalogue of Life.